# Valkyre
Valkyre was een Belgische metalband met invloeden van gothic metal, klassieke muziek, folkmuziek en melodieuze metal.

## Biografie
Valkyre werd eind 2004, begin 2005 opgericht door Kris Scheerlinck, nadat hij zijn eerdere band, Sengir, had moeten verlaten. De band bestaat uit zeven goed geoefende muzikanten, afkomstig uit verschillende muziekgenres, maar met dezelfde interesse: melodieuze, atmosferische metal.
Valkyre's stijl kan worden omschreven als een combinatie van gothic metal, klassieke muziek, folkmuziek en melodieuze metal. De groep is beïnvloed door bands als Therion, In Extremo, Nightwish en Kamelot.
Slechts enkele maanden na hun eerste optredens, besloot de band een demo op te nemen in de herfst van 2005 in de Excess Studio in Rotterdam (Nederland) met Hans Pieters, bekend van After Forever, Epica en Gorefest. Deze demo was te koop vanaf het voorjaar van 2006.
In mei 2007 werd de vuurdoop gehouden van de nieuwe violist Cid Jimenez Guisado, nadat Joris Derder zijn activiteiten bij de band had gereduceerd tot orkestratie en koren en besloot zich meer te richten op zijn werk bij het Vlaams Radiokoor en zijn studie aan het conservatorium.
De nieuwe demo Consolamentum was beschikbaar vanaf oktober 2007 en werd eveneens opgenomen in de Excess-studio onder leiding van Hans Pieters.
In november 2007 verliet zangeres Mieke Diependaele de band.
Na een onderbreking van twee jaar, een 100-tal optredens in het binnen- en buitenland en een serieuze bandledenwisseling (enkel Kris Scheerlinck blijft nog over van de originele samenstelling), tekende Valkyre in 2013 hun eerste platencontract bij het Duitse label Valkyrie Rising. Hieruit volgde in 2014 hun debuutalbum Our Glorious Demise, opgenomen in de Jonathas-studio van ex-Channel Zero-gitarist Xavier Carion.
Eind 2016 werd de samenwerking met Claudia Michelutti stopgezet.
In 2019 traden ze op met Liesbeth Cordia (ex-Eve's Fall) achter de microfoon. Zij moest begin 2020 echter (wegens gezondheidsredenen) de handdoek in de ring gooien.
Begin 2020 werd de EP The Laudanum Dysphoria gereleased via diverse streamingdiensten. Hierop stonden 3 nrs (Buried Alive, My Worst Enemy en No Safe Place) waarop de vocals werden verzorgd door niemand minder dan Liv Kristine (ex-Theatre of Tragedy).
Naar aanleiding van deze release stond er een mini-tour met Liv gepland in diverse grotere venues in België, Nederland en Duitsland, maar deze werd wegens de Corona-epidemie eerst uitgesteld naar eind 2020 en daarna afgelast.
Sinds 2020 werd Evelin Szilagyi (aka Lhana) als frontvrouw aangekondigd. De landelijke verspreiding van de leden bleek echter nefast voor de productiviteit tijdens de Covid-periode, waardoor er door de band werd beslist om de handdoek in de ring te gooien. In 2021 traden ze nog enkele keren op.
In 2022 kondigden zij officieel het einde van de band aan.

## Bandleden

### Huidige leden
- Kris Scheerlinck - gitarist
- Pepijn Desmet - gitarist
- Wouter Verheyen - bassist
- Peter Van Sweevelt - drummer

### Voormalige leden
- Mieke Diependaele - zangeres
- Kristell Lowagie - zangeres
- Gert de Groot - gitarist
- Fred Stiens - bassist
- Gaelle Pruvost - toetseniste, achtergrondzangeres
- Matijs Vandenberghe - drummer
- Cid Jimenez Guisado - violist
- Carolien Groenendaels - zangeres
- Tom Everaert - bassist
- Nele Colle - toetseniste, zanger
- Claudia Michelutti - zangeres
- Erik Vanhauwaert - gitarist
- Liesbeth Cordia - zangeres

### Sessieleden
- Marcel van Montfort - arrangementen, koor, gastzanger
- Joris Derder - arrangementen, koor, gastzanger, violist
- Johan de Clus - draailier, doedelzak, tinwhistle

## Discografie
- 2006: On Both Sides We Pray (demo)
- 2007: Consolamentum (ep)
- 2014: Our Glorious Demise (eerste langspeelalbum)
- 2020: The Laudanum Dysphoria (3 song EP)